# Simvastatin

Strukturformel

Simvastatin (marknadsförs under namnet Zocord, Simvastatin plus producentens namn (exempelvis simvastatin KRKA), är ett läkemedel mot höga halter kolesterol i blodet.

## Verkningsmekanism
Simvastatin tillhör den grupp av läkemedel som kallas för statiner. Simvastatin verkar genom att blockera ett enzym, HMG-CoA-reduktas, som finns i cellerna där det används i cellens kolesterolproduktion. Detta innebär att cellernas produktion av kolesterol minskar. Cellerna försöker då kompensera den minskade produktionen genom att istället öka upptaget av kolesterol från blodet. Detta leder i sin tur till minskade halter av kolesterol i blodet.

## Historia
År 1976 hade Akira Endo isolerat den första HMG-CoA-reduktasblockeraren, d.v.s. ett ämne som tvingade cellerna att producera mindre kolesterol, (Compactin, ML-236B) från jästsvampen Penicillium citrinium i Sankyo, Japan. År 1979 kunde Hoffman med kollegor isolera lovastatin, ett ännu effektivare blockeringsämne, från en stam av jästsvampen Aspergillus terreus. Under utvecklingen av lovastatin kunde Mercks forskare på konstgjord väg isolera ett derivat av en kraftfullare HMG-CoA-reduktashämmare från Aspergillus terreus. Under utvecklingen kallades ämnet för MK-733, men det fick senare namnet simvastatin.

## Användning
Simvastatin används för att minska halterna av LDL i blodet.